# جيم سيمون
جيم سيمون (بالإنجليزية: Jim Simon)‏ هو لاعب كرة قدم أمريكية أمريكي، ولد في 22 مارس 1940 في بيتسبرغ في الولايات المتحدة.

## وصلات خارجية
- جيم سيمون على موقع مرجع كرة القدم المحترفة.كوم (الإنجليزية)